# Dances of Death (and Other Walking Shadows)
Dances of Death (And Other Walking Shadows) è il quarto album in studio del gruppo musicale Mekong Delta, pubblicato il 1990. La traccia conclusiva, Night on a Bare Mountain, è la rivisitazione in chiave progressive thrash del celebre classico di Modest Petrovič Musorgskij Una notte sul Monte Calvo.

## Tracce
1. Dances of Death Part 1: Introduction – 1:11
2. Dances of Death Part 2: Eruption – 1:34
3. Dances of Death Part 3: Beyond the Gates – 4:52
4. Dances of Death Part 4: Outburst – 1:19
5. Dances of Death Part 5: Days of Betrayal – 4:14
6. Dances of Death Part 6: Restless – 0:53
7. Dances of Death Part 7: Sanctuary – 3:00
8. Dances of Death Part 8: Finale – 2:06
9. Transgressor – 3:18
10. True Believers – 5:25
11. Night on a Bare Mountain – 10:38

## Formazione
- Doug Lee - voce
- Uwe B. - chitarra
- Björn Eklund - basso, chitarra acustica
- Gordon Perkins - batteria